# Muhamed Kesra
Muhamed Kesra Hakeem (25 ottobre 1996) è un calciatore sudanese, difensore dell'Hay al-Arab Port Sudan e della nazionale sudanese.

## Carriera

### Club
Ha giocato nella prima divisione sudanese.

### Nazionale
Nel dicembre del 2021 venne incluso nella lista finale dei convocati dal CT della nazionale sudanese in vista della Coppa delle nazioni africane 2021; fece il suo esordio assoluto il 2 gennaio 2022 nell'amichevole pareggiata 0-0 contro lo Zimbabwe.

## Statistiche
Statistiche aggiornate all'11 gennaio 2022.

### Cronologia presenze e reti in nazionale
| Cronologia completa delle presenze e delle reti in nazionale ― Sudan | Cronologia completa delle presenze e delle reti in nazionale ― Sudan | Cronologia completa delle presenze e delle reti in nazionale ― Sudan | Cronologia completa delle presenze e delle reti in nazionale ― Sudan | Cronologia completa delle presenze e delle reti in nazionale ― Sudan | Cronologia completa delle presenze e delle reti in nazionale ― Sudan | Cronologia completa delle presenze e delle reti in nazionale ― Sudan | Cronologia completa delle presenze e delle reti in nazionale ― Sudan |
| Data                                                                 | Città                                                                | In casa                                                              | Risultato                                                            | Ospiti                                                               | Competizione                                                         | Reti                                                                 | Note                                                                 |
| -------------------------------------------------------------------- | -------------------------------------------------------------------- | -------------------------------------------------------------------- | -------------------------------------------------------------------- | -------------------------------------------------------------------- | -------------------------------------------------------------------- | -------------------------------------------------------------------- | -------------------------------------------------------------------- |
| 2-1-2022                                                             | Yaoundé                                                              | Zimbabwe                                                             | 0 – 0                                                                | Sudan                                                                | Amichevole                                                           | -                                                                    |                                                                      |
| 15-1-2022                                                            | Garoua                                                               | Nigeria                                                              | 3 – 1                                                                | Sudan                                                                | Coppa d'Africa 2021                                                  | -                                                                    | 88’                                                                  |
| Totale                                                               |                                                                      | Presenze                                                             | 2                                                                    |                                                                      | Reti                                                                 | 0                                                                    |                                                                      |